# Gáll István
Gáll István (Budapest, 1931. december 28. – Budapest, 1982. október 20.) Kossuth-díjas magyar író.

## Életpályája
Középiskolai tanulmányait több helyen végezte, fél évig a pécsi ciszterci gimnáziumban tanult, végül 1949-ben érettségizett. 1951-ben a határőrséghez hívták be katonának. Előbb Sopronban, majd a déli határon volt aknaszedő. Ott szerzett betegségét (Bechterew-kór) hordozta életén keresztül. 1954-ben szerelt le, majd a Szabad Hazánkért című katonalaphoz került. Közben 3 évet tanult az ELTE-n magyar-történelem szakon. 1958-tól a Magyar Rádió dramaturgja volt. 1963-1965 között Tatabányán élt írói ösztöndíjjal. 1968-tól rajzfilmdramaturg, 1971-től haláláig az Új Írás munkatársa volt.

## Munkássága
Első elbeszélésköteteiben munkásfiatalokról és fiatal értelmiségiekről írt, elsősorban morális kérdések foglalkoztatták. Regényeiben a Rákosi-féle diktatúra korának eseményeit és atmoszféráját jelenítette meg drámai erővel, lélektani érzékkel. A ménesgazda (1976) című regénye emberi magatartásokat mér össze, elítéli a politikai erőszakot, a türelem és a humanizmus mellett tesz hitet. Több írásából film is készült.

## Művei

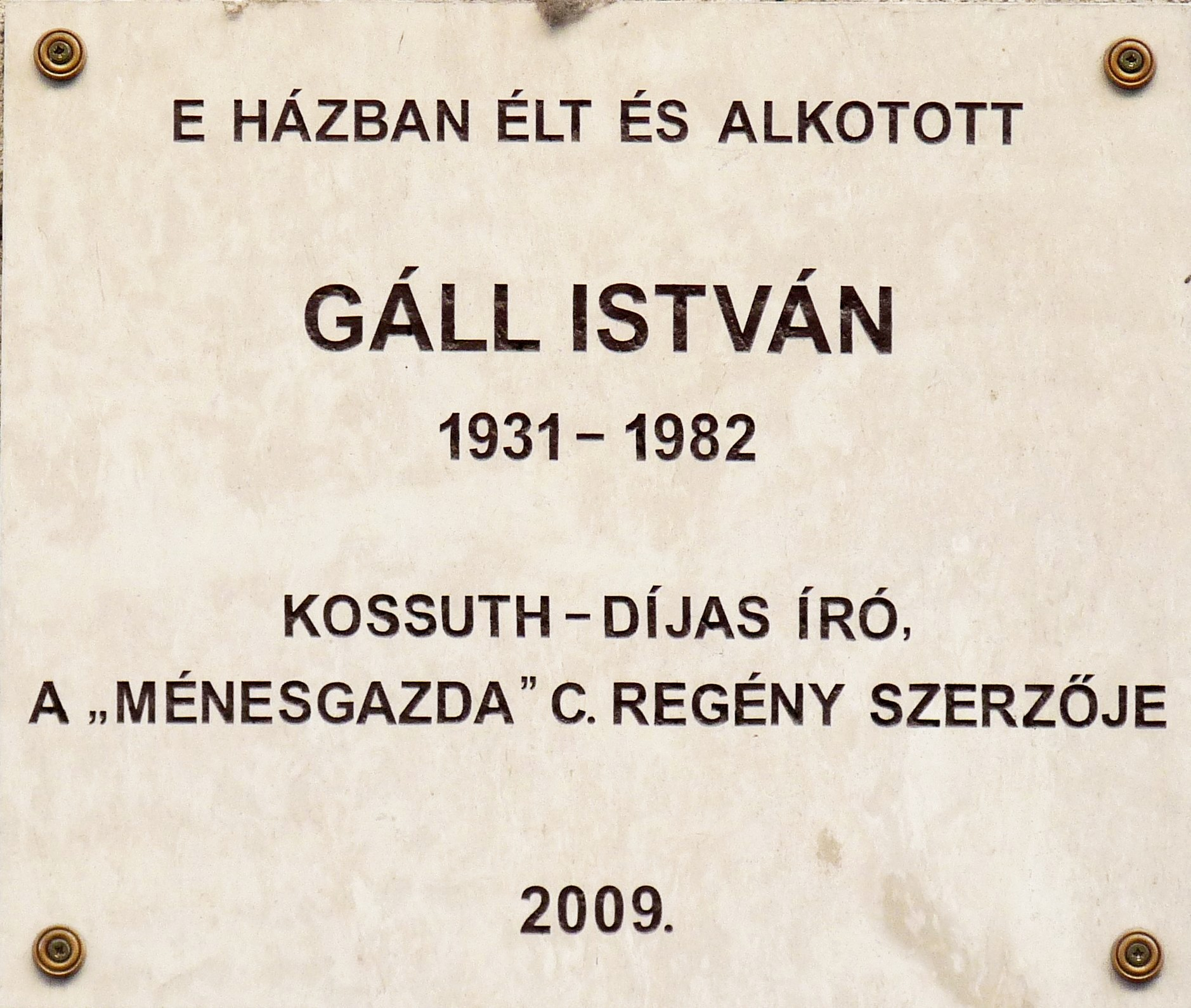
Emléktáblája egykori lakhelyén
(VI. ker., Ó utca 5)

- Garabonciás diák. Elbeszélő költemények és verses mesék; Dunántúl, Pécs, 1954
- Patkánylyuk. Kisregény; Magvető, Bp., 1961 (Új termés)
- Kétpárevezős szerelem. Elbeszélés-ciklus; Szépirodalmi, Bp., 1962[2]
- Csapda. Regény; Szépirodalmi, Bp., 1966
- Rohanók / Özönvíz. Rádiókomédia / Zöldségeskert; Szépirodalmi, Bp., 1968
- A napimádó. Regény; Szépirodalmi, Bp., 1970[3]
- Az öreg. Regény; Szépirodalmi, Bp., 1975
- Április bolondja / A csillagokig. Két kisregény; Kozmosz Könyvek, Bp., 1976[4]
- A ménesgazda. Regény; Szépirodalmi, Bp., 1976[5]
- A ménesgazda. Gáll István és Kovács András filmje; vál. Újhelyi János, fotó Jávor István; Magvető, Bp., 1979 (Ötlettől a filmig)
- Két regény / A ménesgazda / Az öreg; Magvető–Szépirodalmi, Bp., 1980 (30 év)
- A nagy kaland (rádiójáték, 1980)
- Vaskor; Holnap, Bp., 2008[6]
- Hullámlovas; Kozmosz Könyvek, Bp., 1981
- Kalendárium; Szépirodalmi, Bp., 1982
- Karcolgatunk; Magvető, Bp., 1982
- Éjszakai csöngetés; vál., összeáll., szöveggond. Csontos Sándor és Módos Péter; Szépirodalmi, Bp., 1984[7]
- Nő a körúton; Móricz Zsigmond Színház, Nyíregyháza, 1986
- Válogatott elbeszélések; vál., szöveggond. Módos Péter, Szépirodalmi, Bp., 1989–1990
  - 1. Mementó; 1989
  - 2. Vaskor; 1990

## Rádiójátékai
- A nagy kaland (1980, 1982)
- A napimádó (1986)
- Ákelkur (1982)
- Balfaust (1981)
- Burleszk (1982)
- Le a fáról (1961)
- Mint a havat a szél... (1960)
- Saulus (1980)
- Trutymó (1977–1978)
- Vaskor (1992)

## Filmjei
- Az öreg (1975)
- A ménesgazda (1978)